# Clinic For Dolls
Clinic For Dolls – drugi album studyjny polskiej grupy muzycznej UnSun. Wydawnictwo ukazało się 20 września 2010 roku nakładem Avalon/Marquee w Japonii. Natomiast 11 października 2010 roku płyta została wydana w Polsce, Europie i w Stanach Zjednoczonych. Trzy dni przed premierą płyty zespół rozpoczął europejską trasę koncertową Rubcion Tour poprzedzając występy formacji Tristania. Muzycy wystąpili m.in. we Francji, Niemczech, Holandii i Anglii.
Wokale na płytę zostały zarejestrowane w pierwszej połowie 2010 roku w olsztyńskim Studio X. Natomiast pozostałe instrumenty zostały zrealizowane w białostockim Hertz Studio. Kompozycje zostały wyprodukowane, zmiksowane i zmasterowane przez Sławomira i Wojciecha Wiesławskich. W ramach promocji do utworu "Home" został zrealizowany teledysk. Zdjęcia odbyły się w Terespolu, Wolsztynie oraz w Łodzi. Obraz został wyprodukowany przez Mania Studio.

## Lista utworów
Opracowano na podstawie materiału źródłowego.
| Nr  | Tytuł utworu       | Słowa                | Muzyka              | Długość |
| --- | ------------------ | -------------------- | ------------------- | ------- |
| 1.  | „The Lost Way”     | Anna Stefanowicz     | Maurycy Stefanowicz | 5:38    |
| 2.  | „Clinic For Dolls” | Małgorzata Zielińska | Maurycy Stefanowicz | 4:18    |
| 3.  | „Time”             | Anna Stefanowicz     | Maurycy Stefanowicz | 4:26    |
| 4.  | „Mockers”          | Anna Stefanowicz     | Maurycy Stefanowicz | 4:07    |
| 5.  | „Not Enough”       | Małgorzata Zielińska | Maurycy Stefanowicz | 4:15    |
| 6.  | „The Last Tear”    | Anna Stefanowicz     | Maurycy Stefanowicz | 4:19    |
| 7.  | „Home”             | Anna Stefanowicz     | Maurycy Stefanowicz | 4:26    |
| 8.  | „I Ceased”         | Małgorzata Zielińska | Maurycy Stefanowicz | 4:36    |
| 9.  | „A Single Touch”   | Anna Stefanowicz     | Maurycy Stefanowicz | 4:35    |
| 10. | „Why”              | Małgorzata Zielińska | Maurycy Stefanowicz | 3:30    |
|     |                    |                      |                     | 44:10   |

| Utwór dodatkowy - edycja japońska | Utwór dodatkowy - edycja japońska | Utwór dodatkowy - edycja japońska |
| Nr                                | Tytuł utworu                      | Długość                           |
| --------------------------------- | --------------------------------- | --------------------------------- |
| 1.                                | „Whispers – Dark Remix”           |                                   |

## Twórcy
Opracowano na podstawie materiału źródłowego.
- Anna "Aya" Stefanowicz – wokal prowadzący
- Maurycy "Mauser" Stefanowicz – gitara prowadząca, gitara rytmiczna, sample
- Filip "Heinrich" Hałucha – gitara basowa
- Wawrzyniec "Vaaver" Dramowicz – perkusja
- Marcin Kielbaszewski – inżynieria dźwięku
- Wojciech i Sławomir Wiesławscy – inżynieria dźwięku, produkcja muzyczna, miksowanie, mastering
- Hi-Res Studio – okładka, oprawa graficzna, zdjęcia